# Erik Gadd
Erik Unosson Gadd, född 2 mars 1903 i Viborg, död 15 februari 1982 i Helsingfors, var en finländsk jurist.

## Biografi
Gadd, som var son till hovrättsrådet Uno Jakob Oskar Gadd och Ida Maria Jacobson, blev student 1921, avlade högre rättsexamen 1928 och blev vicehäradshövding 1931. Han blev auskultant i Viborgs hovrätt 1928, kanslist i Viborgs hovrätt 1932, notarie 1936, fiskal i Vasa hovrätt 1944, yngre överauditör vid Överkrigsdomstolen 1944, assessor i Åbo hovrätt 1948 samt blev häradshövding i Jockas domsaga 1949 och i Imatra domsaga 1958–1972. Han var verksam som advokat i Viborg 1934–1939, förvaltare av Kides domsaga 1939, ordförande i olika fältkrigsrätter 1940–1941, e.o. yngre överauditör vid Överkrigsdomstolen 1941–1944 och e.o. äldre överauditör där 1948–1949. Han utgav Kihlakunnanoikeuden pöytäkirjat (1935, andra omarbetade upplagan 1957).